# Хамбургски договор (1762)
Хамбургския договор е подписан на 22 май 1762 г. в свободния град Хамбург между Швеция и Прусия по време на Померанската война, част от Седемгодишната война.
Договорът е подписан след като Русия се съюзява с Прусия на 5 май. Това прави невъзможно оставането на Швеция във войната, в която е влязла, за да си върне територии в Померания. Договорът потвърждава предвоенното статукво.